# Földes Imre (színműíró)
Földes Imre, született Fleischmann Imre (Kaposvár, 1881. szeptember 15. – Budapest, Józsefváros, 1958. április 30.) magyar író, színműíró.

## Családja
Fleischmann (Földes) Jónás és Fleischmann Szidónia fia. Házastársa Kaufmann Valéria (1883–1957) volt, akivel 1905. szeptember 17-én Budapesten, a Terézvárosban kötött házasságot.

## Életútja
Budapesten tisztviselőként dolgozott. Írói pályája verses történelmi színművek írásával indult. Első darabja, A király arája (1904) a budapesti Nemzeti Színházban került színre. Romantikus drámáival az 1900-as évek elején a Magyar Tudományos Akadémia több pályadíját nyerte el (A király arája, Dacos lelkek, Hadik-huszárok).
Közönségsikereit társadalmi színműveivel aratta, ezekben időszerű témákat dolgozott fel. A császár katonáiban (1908) az osztrák-magyar közös hadsereg magyarellenes világát ellenzéki szellemben ábrázolta. A Hivatalnok urak (1909) a magántisztviselők életét vitte színpadra; az alkalmazottak urat játszanak, miközben napi megélhetési gondjaik vannak. „Többé-kevésbé szocialista irányzatú színművei” a megrázó jelenetek kiélezésével és életképszerű ábrázolásukkal zajos hatást keltettek. Különösen jó volt bennük a fővárosi zsidóság rajza. Későbbi darabjaiban a társadalombíráló hang, a valóságábrázolás igénye visszaszorult. Könnyű vígjátékokat is írt, operettek szövegkönyv-írásában is közreműködött (társszerzőkkel, pl. Viktória, Hawaii rózsája). Ezenkívül számos egyfelvonásosa és művészien kidolgozott novellája jelent meg napilapokban és folyóiratokban.

## Munkái
- A király arája (verses vígjáték, Budapest, 1907)
- A királyné (tragédia, Budapest, 1907)
- Daczos lelkek (verses vígjáték, Budapest, 1907)
- A császár katonái (dráma, Budapest, 1908, Magyar Színház; a romantikus drámaíró itt már erősen realista. Katonai alakrajzaiba erős torzítások vegyülnek)
- Hivatalnok urak (dráma, Budapest, 1909, Magyar Színház; az alapjában jóérzésű emberek elbuknak az ínség útvesztői között, a silány emberek boldogulnak)
- A kuruzsló (színmű, Magyar Színház: 1909, az orvos és közönsége)
- Nincs tovább (színmű, Vígszínház: 1911, iránydráma: a kártya, a szerencsejáték nyomában erkölcsi és anyagi pusztulás. A pesti kaszinói élet elfajulása)
- Fekete ország (regény, Budapest, 1912, szatirikus irányregény a konzervatív társadalmi rend ellen. Radikális-szocialista kritikája főként az egyház ellen irányul)
- Halló! (vígjáték, Budapest, 1913, Magyar Színház; német előadása Bécsben, horvát előadása Zágrábban)
- A vörös szegfű (színmű, Budapest, 1914, egy szocialista agitátor története)
- Grün Lili (vígjáték, Budapest, 1916, Magyar Színház; a pesti zsidó kispolgárság tükörképe. Az életképet Palesztinában héber nyelven is előadták)
- Terike (színmű, 1919, Belvárosi Színház,; derűs vidéki történet)
- Tüzek az éjszakában (dráma, 1928, Új Színház; egy magyar színtársulat vergődését mutatja be a romániai, elszakított országrészben)
- Égő város (dráma, 1928, Új Színház; az előbbi színdarab a román, ez a dráma a cseh uralom néhány szomorú jelenetét mutatta be)
- Ifj. Horváth Pál (színmű, Budapest, 1936, Nemzeti Színház; a diplomás fiatalok állástalanságának feldolgozása).

## Operett szövegkönyvek (librettók)
- Viktória (operett 3 felvonásban, 5 képben: zene: Ábrahám Pál, versek: Harmath Imre, bemutató: 1930. február 21. Király Színház, Budapest)
- Hawaii rózsája  (operett 3 felvonásban:  zene: Ábrahám Pál, szövegkönyv társszerző: Alfred Grünwald, német dalszövegek: Fritz Löhner-Beda, bemutató: 1931. július 24. Neues Theater, Lipcse Németország, magyar dalszövegek: Harmath Imre, magyar bemutató: 1932. január 28. Király Színház)
- Szerelmes királynő (operett, zeneszerző: Brodszky Miklós, librettó társszerzők: Alfred Grünwald, német versek: Fritz Löhner-Beda, magyar versek: Harmath Imre, bemutatva: 1936. Városi Színház, Budapest)
- Őnagysága nem hajlandó (operett 3 felvonásban , zene: Földes Ferenc; versek: Harmath Imre)
- Két hippolit (operett 3 felvonásban, zene: Hűvös Iván)
- Júlia  (nagyoperett 3 felvonásban, zene: Ábrahám Pál, versek: Harmath Imre, bemutatva: 1937. december 23., Városi Színház, Budapest)
- Fehér hattyú (operett 3 felvonásban 12 képben, zene: Ábrahám Pál, versek: Harmath Imre, bemutatva: 1938. december 23., Városi Színház, Budapest)
- Az ezüst sirály (operett 3 felvonásban, zene: Buttykay Ákos)
- Fekete liliom (romantikus nagyoperett 3 felvonásban) zene: Kemény Egon, szövegkönyv társszerző: Nóti Károly, versek: Halász Rudolf, bemutató: Fővárosi Operettszínház 1946. december 20. Főszereplő: Karády Katalin.